# ATP Challenger Nanjing
Das ATP Challenger Nanjing (offizieller Name: TAC Cup China International Nanjing Challenger) war ein Tennisturnier in Nanjing, das 2016 einmal stattfand. Es war Teil der ATP Challenger Tour und wurde im Freien auf Sandplatz ausgetragen.

## Liste der Sieger

### Einzel
| Jahr | Sieger            | Finalgegner  | Ergebnis |
| ---- | ----------------- | ------------ | -------- |
| 2016 | Ričardas Berankis | Grega Žemlja | 6:3, 6:4 |

### Doppel
| Jahr | Sieger                              | Finalgegner                            | Ergebnis |
| ---- | ----------------------------------- | -------------------------------------- | -------- |
| 2016 | Saketh Myneni Jeevan Nedunchezhiyan | Denys Moltschanow Alexander Nedowessow | 6:3, 6:3 |